# Muzoon Al-Mellehanová
Muzoon Al-Mellehanová, nepřechýleně Al-Mellehan, psáno také Almellehan (* 8. dubna 1999 Dar'á) je syrská bojovnice za práva dívek na vzdělání. Je známá jako „Malála ze Sýrie“ podle pákistánské bojovnice za právo na vzdělání Malály Júsufzajové. Pozornost medií získala díky své práci v uprchlických táborech v Jordánsku, kde Muzoon strávila necelé tři roky života, poté, co se svou rodinou opustila Sýrii.

## Životopis
Muzoon žila až do roku 2013 v syrském městě Dar'á, nacházejícím se na jihozápadě země, nedaleko hranic s Jordánskem, asi 100 km od Damašku. Sýrie, ve které přetrvává občanská válka a která dříve byla okupována tzv. Islámským státem, se stala pro Muzoon, její matku Eman, bratry Mohammeda a Zaina a jejího otce Rakana nebezpečnou. Proto ji byli v roce 2013 nuceni opustili a najít útočistě v uprchlických táborech v Jordánsku, kde dnes žije asi 630 000 Syřanů.

### Život v uprchlickém táboře
V letech 2013–2014 žila Muzoon v uprchlickém táboře Zátarí, necelý rok poté se se svou rodinou přemístila do uprchlického tábora Azraq. V těchto dvou táborech začala Muzoon se svou misí, postarat se o to, aby se všem dívkám dostalo kvalitního vzdělání. Podle statistiky UNICEF je více než jedna třetina dívek žijících v uprchlických táborech v Jordánsku donucena odejít ze škol a je před dosažením plnoletosti provdána.
Rodiny, které vidí ve sňatku jedinou možnost finančního a sociálního zabezpečení do budoucna, se proto rozhodnou svým dcerám odepřít možnost širšího vzdělání. Muzoon začala chodit od stanu ke stanu a mluvit k dívkám, chlapcům a celým rodinám o důležitosti vzdělání. „Dívky a chlapci by měli mít možnost dokončit své vzdělání, které jim pomůže k zabezpečení budoucnosti“. Její práce brzy zaujala média, začalo se jí říkat „Malála ze Sýrie“ podle pákistánské bojovnice za právo na vzdělání Malály Júsufzajové. V prosinci 2015 byla za svou práci BBC jmenována jednou ze sta nejvlivnějších žen roku.

### Muzoon a Malála
Malála Júsufzajová, nejmladší vítězka Nobelovy ceny za mír, se se svým syrským protějškem poprvé setkala v uprchlickém táboře Zátarí v roce 2014. Od té doby se obě ženy přátelí, Muzoon byla dokonce hostem Malály při předávání Nobelových cen a byla zmíněna v jejím projevu. Znovu se poté sešly v roce 2015 u příležitosti otevření nové školy pro syrské uprchlíky.

### Stěhování do Newcastle
V prosinci 2015 se Muzoon a její rodina přestěhovala do Newcastle upon Tyne, města na severovýchodě Velké Británie. Spolu se svými bratry začala opět chodit do školy. V budoucnu by zde Muzoon chtěla vystudovat vysokou školu, stát se žurnalistkou, a pomoci tak své zemi.

### Konference na podporu Sýrie
V lednu 2016 se Muzoon společně s Malálou Júsufzajovou zúčastnila Konference na podporu Sýrie v Londýně. Ve svých projevech vyzvaly hlavy států, aby finančně podpořily Sýrii a vzdělání syrských dětí.